# Piero Lulli
Piero Lulli (* 1. Februar 1923 in Florenz; † 23. Juni 1991 in Rom) war ein italienischer Schauspieler.

## Leben
Lulli, der kleine Bruder des Schauspielers Folco, spielte schon als Teenager seine erste Hauptrolle im 1942 entstandenen, erfolgreichen Film Una storia d'amore neben einer der damals populärsten seiner Kolleginnen, Assia Noris. Der Zweite Weltkrieg beendete zunächst die Karriere des athletischen, blonden und ernsthaften jungen Mannes, der ab 1946 in kleineren Rollen und kleineren Filmen seine Arbeit wiederaufnahm und so bis 1977 insgesamt 101 Filme drehte, in denen er vor allem in Genrefilmen, meist in Historienfilmen und in danach in Italo-Western mitwirkte. Oft wurde er als machtlüsterner Bösewicht oder durchtriebener Hintermann besetzt, die seinem Anspruch und den nach seinen ersten Filmen in ihn gesetzten Hoffnungen nicht häufig gerecht wurden. Im Laufe der Jahre wurden seine Engagements seltener und er spielte kaum noch Hauptrollen. Gelegentlich wurde er als Peter Lull oder Peter Carter geführt.
Gelegentlich war Lulli auch als Theaterschauspieler aktiv.
Die Autoren Enrico Lancia und Roberto Poppi bezeichneten ihn als „nicht gehaltenes Versprechen der italienischen Filmgeschichte“.

## Filmografie (Auswahl)
- 1942: Mein Leben für Dich (Una storia d'amore)
- 1947: Tragische Jagd (Caccia tragica)
- 1947: Der weiße Teufel (Il diavolo bianco)
- 1947: Wie ich den Krieg verlor (Come persi la guerra)
- 1951: Anna
- 1954: Brutale Gewalt (Acqua amare)
- 1954: Die Fahrten des Odysseus (Ulisse)
- 1956: Die große Sünde (Suprema confessione)
- 1958: Kanonenserenade (Pezzo, capopezzo e capitano)
- 1958: Rebell ohne Gnade (Capitan Fuoco)
- 1959: Wölfe in der Tiefe (Lupi nell'abisso)
- 1960: Königin der Barbaren (La regina dei tartari)
- 1960: Von mir aus auch mit Liebe (Il principe fusto)
- 1961: Romulus und Remus (Romolo e Remo)
- 1962: Achilles (L'ira di Achille)
- 1962: Der Gladiator von Rom (Il gladiatore di Roma)
- 1962: Maciste im Kampf mit dem Piratenkönig (Maciste contro lo sceicco)
- 1962: Die Normannen (I normanni)
- 1962: Die tollen Hunde der Karibik (Lo sparviero dei Caraibi)
- 1963: D'Artagnan und die drei Musketiere (D'Artagnan contro i tre moschettieri)
- 1963: Mit Colt und Maske (Il segno del Coyote)
- 1963: Die Sklavinnen von Damaskus (L'eroe di Babilonia)
- 1963: Der Stärkste unter der Sonne (Maciste l'eroe più grande del mondo)
- 1963: Zorro, der Mann mit den zwei Gesichtern (Il segno di Zorro)
- 1964: Der Aufstand der Prätorianer (La rivolta dei pretoriani)
- 1964: Blutgericht (La rivolte dei sette)
- 1964: Das war Buffalo Bill (Buffalo Bill, l'eroe del Far West)
- 1964: Die Giganten von Rom (I giganti di Roma)
- 1964: Herkules gegen die Tyrannen von Babylon (Ercole contro i tiranni di Babilonia)
- 1964: Kaiser der Gladiatoren (I due gladiatori)
- 1964: Die Rache des Spartacus (Il gladiatore che sfidò l'impero)
- 1964: Samson gegen die Korsaren des Teufels (Sansone contro il corsaro nero)
- 1964: Der stärkste Mann der Welt (Il trionfo di Ercole)
- 1965: Blei ist sein Lohn (Ocaso de un pistolero)
- 1965: Il piombo e la carne
- 1965: Kampf um Atlantis (Il conquistatore di Atlantide)
- 1965: Raffica – Tiger der Wüste (Una raffica di piombo)
- 1966: El Rocho – der Töter (El Rojo)
- 1966: Lanky Fellow – Der einsame Rächer (Per il gusto di uccidere)
- 1966: Der Mann, der aus dem Norden kam (Frontera al sur)
- 1966: Nebraska-Jim (Ringo del Nebraska)
- 1967: Django – der Bastard (Per 100.000 dollari t'ammazzo)
- 1967: Django – Kreuze im blutigen Sand (Cjamango)
- 1967: Escondido (El Desperado)
- 1967: Glut der Sonne (Dove si spara di più)
- 1967: Das Todeslied von Laramie (Sette pistole per un massacro)
- 1967: Töte, Django (Se sei vivo spara)
- 1967: Vom Tod begleitet (Gente d'onore)
- 1968: Keine Rosen für OSS 117 (Pas de roses pour OSS 117)
- 1968: An den Galgen, Bastardo (¿Quién grita venganza?)
- 1968: Bleigericht (Dio li crea… io li ammazzo!)
- 1968: Ein Colt für hundert Särge (Una pistola per cento bare)
- 1968: Django – sein letzter Gruß (La vendetta è il mio perdono)
- 1968: Ringo, such dir einen Platz zum Sterben (Joe… cercati un posto per morire!)
- 1968: Ein Schuss zuviel (Dos hombres van a morir)
- 1969: Höllenkommando (Comando al infierno)
- 1969: Seine Kugeln pfeifen das Todeslied (Il pistolero dell' Ave Maria)
- 1969: Zorros Rache (El Zorro justiciero)
- 1970: Django und Sabata – wie blutige Geier (C'è Sartana… vendi la pistola e comprati la bara)
- 1970: Entführt Rommel! (Consigna: matar al comandante en jefe)
- 1970: L’oro dei bravados
- 1970: Sartana kommt (Una nuvola di polvere… un grido di morte… arriva Sartana)
- 1971: El más fabuloso golpe del Far West
- 1973: Der Mann mit der Kugelpeitsche (Il mio nome è Shangai Joe)
- 1973: Mein Name ist Nobody (Il mio nome è Nessuno)
- 1974: Die Sünden der Lucrezia Borgia (Lucrezia giovane)
- 1974: Zwei tolle Hechte – Wir sind die Größten (Prima ti suono e poi ti sparo)
- 1975: Vier Fäuste und ein heißer Ofen (Carambola, filotto… tutti in buca)
- 1977: La svastica nel ventre